# Glock 34
Glock 34 — выпускаемый с 1998 года коммерческий вариант Glock 17, самозарядный пистолет производства фирмы Glock. От Glock 17 отличается главным образом большей на 21 мм (135 мм против 114) длиной ствола и наличием выреза в верхне-передней части кожуха-затвора. Общая длина Glock 34 больше таковой у Glock 17 на 20 мм (224 мм против 204), вес больше на 25 г (650 г против 625).

## Конструкция
Технически данный пистолет представляет собой укороченную модификацию Glock 17L — присутствует то же окошко для облегчения веса у ствола, но затвор-кожух и сам ствол несколько короче. Glock 34 имеет конструкцию одинаковую с другими пистолетами фирмы GLOCK (за исключением пистолетов Glock 25 и Glock 28 использующих другой принцип работы автоматики — принцип свободного затвора). Автоматика пистолета работает по принципу использования отдачи при коротком ходе ствола, отпирание затвора происходит при перекосе ствола в вертикальной плоскости вследствие взаимодействия фигурного паза в приливе казённой части ствола с корпусом пистолета. Запирание производится за счёт вхождения прямоугольной казённой части ствола в окно для выброса гильз. Ударно-спусковой механизм ударниковый, с частичным взведением, и довзведением при каждом выстреле. Имеются три автоматических предохранителя: предохранитель на спусковом крючке блокирует движение крючка назад, освобождая его только при нажатии непосредственно на сам спусковой крючок; один предохранитель ударника делает невозможным выстрел при срыве ударника, второй блокирует ударник до тех пор пока не будет выжат спусковой крючок, ручных предохранителей пистолет не имеет. Рамка пистолета сделана из полимерного материала. Модель снабжена пазами для установки лазерных прицелов или тактических фонариков.

## Варианты
- Glock 34 Gen4 — пистолеты четвёртого производственного поколения.

Рукоять стандартно имеет исполнение RTF, но по сравнению с RTF2 пистолетов третьего поколения, между точками находятся большие промежутки — 25 точек на см², вместо 64 у RTF, а сами точки крупнее.
Задняя часть рукояти выполнена в виде отдельной сменной детали под названием «задняя пластина» (back strap). Стандартно устанавливается деталь минимального размера SF (short frame). В комплекте с пистолетом идут две дополнительные детали M (medium) и L (large), которые можно установить вместо стандартной. Деталь М увеличивает дистанцию до спускового крючка на 2 мм, L — на 4 мм. Таким образом, они позволяют улучшить эргономику рукояти стрелкам с более длинными пальцами. Для смены детали требуется удалить крепёжный штифт, для чего в комплекте предусмотрен специальный инструмент.
Кнопка защёлки магазина стала крупнее и удобнее. Также появилась возможность переставлять её на правую сторону (удобнее стрелкам левшам). В связи с этим на магазинах пистолетов четвёртого поколения появилось второе окошко под зуб защёлки, с правой стороны. Магазины пистолетов предыдущих поколений можно использовать в пистолетах четвёртого поколения, но только в том случае если кнопка установлена слева.
Вместо одной возвратной пружины, на пистолетах четвёртого поколения стали устанавливать две пружины разного диаметра (на одном направляющем стержне). В этом случае возникающая при отдаче нагрузка распределяется более равномерно, живучесть каждой отдельной пружины повышается, снижается ощущаемая стрелком отдача.
Пистолеты четвёртого поколения доступны в варианте предусматривающем установку коллиматорных или оптических прицелов — MOS configuration. В отличие от предыдущих поколений, четвёртое имеет на затворе соответствующую маркировку — Glock 34 Gen4.

## На вооружении
- Малайзия — в армии: отряд специального назначения PASKAU[англ.]; в полиции: отряд специального назначения PGK[англ.] и таможенная полиция[7].
- США — отряд специального назначения (SRT) полицейского департамента округа Гавайи[8].
- Чили — отряд полиции специального назначения GOPE[исп.][9].
- Беларусь — отряд милиции специального назначения.
- Албания - RENEA.